# 雅州
雅州，中国隋朝时设置的州。

## 隋代
仁寿四年（604年）置，治所在蒙山县（后改严道县，今四川省雅安市）。大业三年（607年）改为临邛郡。

## 唐代[1]
- 唐朝武德元年（618年）复为雅州，領嚴道縣、名山縣、盧山縣、依政縣、臨邛縣、蒲江縣、臨溪縣、蒙陽縣、漢源縣、火井縣、長松縣、靈關縣、楊啟縣、嘉良縣、大利縣、陽山縣十六縣。同年割依政縣、臨邛縣、蒲江縣、臨溪縣、火井縣五縣置邛州；漢源縣、陽山縣二縣置登州，領縣九。
- 武德二年（619年），置榮經縣，領縣十。
- 武德六年（623年），省嘉良縣、楊啟縣、大利縣、靈關縣、蒙陽縣、長松縣六縣，領縣四。
- 武德九年（626年），廢登州，還以漢源縣、陽山縣來屬，領縣六。
- 貞觀二年（628年），又以漢源縣、陽山縣屬巂州，領縣四。
- 貞觀八年（634年），又置百丈縣，領縣五。
- 永徽五年（654年），又以巂州漢源縣來屬，領縣六。
- 儀鳳四年（679年），置飛越縣、大渡縣二縣，領縣八。
- 大足元年（701年），又割漢源縣、飛越縣二縣置梨州，領縣六。
- 神龍三年（707年），廢梨州，漢源縣、飛越縣還屬雅州，領縣八。
- 開元三年（715年），又割漢源縣、飛越縣二縣置黎州，又置都督府，領縣六。
- 天寶元年（742年），改為盧山郡。
- 乾元元年，復為雅州。

都督羈縻一十九州並生羌、生獠羈縻州
- 生羌羈縻州、生獠羈縻州、嘉梁州、東石孔州、西石孔州、林波州、涉邛州、汶東州、金林州、費林州、徐渠州、會野州、雉州、中川州、鉗矢州、強雞州、長臂州、楊常州、林燒州、當仁州、當馬州

唐朝雅州刺史（都督）
- 冯庆（武德年间）
- 周仲隐（637年）
- 令狐德棻（644年）
- 萧善义（贞观年间）
- 韩晙（贞观年间）
- 乐卿（贞观年间）
- 谢某（唐高宗初年）
- 柳范（唐高宗前期）
- 权怀恩（唐高宗时）
- 王实（唐高宗时）
- 王果（唐高宗末年）
- 刘行实（690年—691年）
- 韦玄俨（武周时）
- 皇甫恂（716年）
- 严侁（唐代宗初年）
- 刘志经（贞元年间）
- 路惟明（801年）
- 李岑（贞元末年）
- 包陈（元和年间）
- 袁重光（820年）
- 刘旻（长庆初年）
- 陈君赏（829年—832年）
- 刘煟（833年）
- 张浑（833年—834年）
- 崔公辅（开成年间）
- 浑钜（唐文宗时）
- 王樟（851年）
- 田在宾（大中年间）
- 雍陶（大中年间）
- 卢审矩（大中末年）
- 吴行鲁（865年—866年）
- 杜冈（876年）
- 张承简（890年）
- 陈陶（891年—892年）
- 王宗侃（892年—895年）
- 杨堪（895年）
- 罗某（乾宁初年）[2]

## 宋代[3]
宋朝时属成都府路，盧山郡。
- 領縣五：嚴道縣、盧山縣、名山縣、榮經縣、百丈縣
- 領羈縻州四十四:當馬州、三井州、來鋒州、名配州、鉗恭州(鉗泰州)、斜恭州(隸恭州)、畫重州、羅林州、籠羊州、林波州、林燒州、龍蓬州、敢川州、驚川州、禍眉州、木燭州、百坡州、當品州、嚴城州、中川州、鉗矣州、昌磊州、鉗并州、百頗州、會野州、當仁州、推梅州、作重州、禍林州、金林州、諾祚州、三恭州、布嵐州、欠馬州、羅蓬州、論川州、讓川州、遠南州、卑盧州、夔龍州、耀川州(輝川州)、金川州、東嘉梁州、西嘉梁州

## 元代
元朝时属吐蕃宣慰司。辖境相当今四川省雅安、名山、荥经、芦山等市县。

## 明代
明朝洪武四年（1371年），省州治严道县入州，直隶四川布政司，是为雅州直隶州。

## 清代
清朝雍正七年（1729年），升雅州直隶州为雅州府。 

## 外部連結
[在维基数据编辑]
 《欽定古今圖書集成·方輿彙編·職方典·雅州部》，出自陈梦雷《古今圖書集成》